# Mats Vänehem
Mats Vänehem, född 10 juni 1967, är en svensk arkeolog samt illustratör och författare till faktaböcker för barn. Vänehem är även medskapare till bokserierna om Halvdan viking (tillsammans med Martin Widmark) och Riddarskolan (tillsammans med Magnus Ljunggren).